# Parametr zderzenia

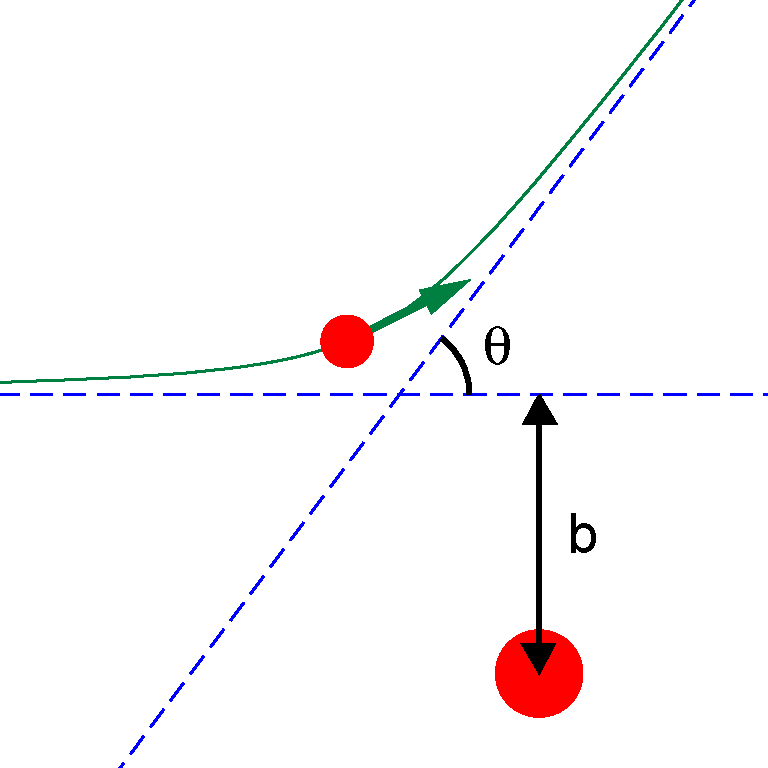
Przykładowy tor cząstki alfa przy rozpraszaniu elektrostatycznym.

Parametr zderzenia – parametr używany w fizyce przy opisie zderzeń oraz rozpraszania. Jest definiowany jako prostopadła odległość między torem cząstki uderzającej a środkiem pola potencjalnego utworzonego przez uderzany obiekt. Jest często używany w fizyce jądrowej (patrz rozpraszanie Rutherforda) oraz w mechanice klasycznej do wyjaśnienia zjawiska i wyprowadzania wzorów na rozpraszanie.

## Sztywna kula
Najprostszym przykładem ilustrującym zastosowanie parametru uderzenia jest przypadek rozpraszania przez kulę. Obiekt, do którego zbliża się ciało, jest twardą kulą o promieniu {\displaystyle R,} a uderzające ciało jest niewielką lekką kulką. Kiedy parametr zderzenia {\displaystyle b} jest większy od promienia kuli ciało nie trafia w kulę i nie zmienia kierunku ruchu. Gdy {\displaystyle b\leqslant R} ciało odbija się od kuli, zmieniając składową pędu prostopadłą do powierzchni kuli na przeciwną, dlatego zachodzi:
{\displaystyle b=R\cos {\frac {\theta }{2}}.}

## Rozpraszanie elektrostatyczne
W rozpraszaniu cząstek alfa na masywnych jądrach atomowych w wyniku odpychania elektrostatycznego parametr zderzenia wpływa na kąt rozproszenia zgodnie z zależnością:
{\displaystyle b={\frac {kq_{1}q_{2}}{mv^{2}}}{\sqrt {\frac {1+\cos \theta }{1-\cos \theta }}}={\frac {kZe^{2}}{KE}}{\sqrt {\frac {1+\cos \theta }{1-\cos \theta }}},}
gdzie:
{\displaystyle b} – parametr zderzenia,
{\displaystyle q} – ładunki oddziałujących ciał,
{\displaystyle m} – masa uderzającej cząstki,
{\displaystyle v} – prędkość uderzającej cząstki,
{\displaystyle \theta } – kąt rozproszenia,
{\displaystyle k} – stała oddziaływań ładunków elektrycznych,
{\displaystyle Z} – liczba atomowa bombardowanego pierwiastka,
{\displaystyle e} – ładunek elementarny,
{\displaystyle K} – stała.
Minimalną odległość między rozpraszanymi pod danym kątem cząstkami określa wyrażenie:
{\displaystyle r_{min}=b{\frac {\cos {\frac {\theta }{2}}}{1-\sin {\frac {\theta }{2}}}}.}
Dla cząsteczek trafiających w centrum rozpraszające wstecznie, w wielkościach atomowych zachodzi:
{\displaystyle r_{min}={\frac {Zke^{2}}{KE}}.}
Kąt rozproszenia związany jest z parametrem zderzenia wzorem:
{\displaystyle \theta =\pi -2b\int _{r_{\min }}^{\infty }{\frac {dr}{r^{2}{\sqrt {1-(b/r)^{2}-2U/(mv_{\infty }^{2})}}}}.}